# Adolf König (Landtechniker)
Adolf Werner Heinrich König (* 13. September 1904 in Vohwinkel, Kreis Mettmann, Rheinprovinz, Deutsches Reich; † 29. Dezember 1991 in Kronberg im Taunus, Hochtaunuskreis, Hessen, Deutschland) war ein deutscher Landtechniker.

## Leben

### Familie und Ausbildung
Der evangelisch getaufte, gebürtige Vohwinkeler Adolf König, Sohn des Carl König und dessen Ehefrau Carola, abiturierte 1923 an der Oberrealschule in Elberfeld. Danach nahm er ein Maschinenbaustudium an der Technischen Hochschule München auf, 1929 erwarb er den akademischen Grad eines Dipl.-Ing., 1933 wurde er zum Dr.-Ing. promoviert.
Adolf König heiratete 1932 Ottilie geborene Ingelfinger. Dieser Verbindung entstammten sechs Kinder namens Hildegard, Adolf, Carl, Anneliese, Walther und Hans-Christoph. Er verstarb Ende Dezember 1991 im Alter von 87 Jahren in Kronberg im Taunus.

### Beruflicher Werdegang
Adolf König übernahm 1929 eine Stelle als Wissenschaftlicher Assistent für Landmaschinenkunde bei Georg Kühne an der Technischen Hochschule in München, 1934 wechselte er in der Funktion eines Direktionsassistenten für Entwicklungs- und Patentangelegenheiten zur Landmaschinenfabrik Rudolph Sack nach Plagwitz. 1946 folgte er einem Ruf auf den Lehrstuhl für Landwirtschaftliche Maschinenkunde an der Landwirtschaftlichen Fakultät der Martin-Luther-Universität Halle-Wittenberg. Nach seiner Flucht in die Bundesrepublik im Jahre 1951 erhielt er eine Anstellung als Wissenschaftlicher Mitarbeiter bei der Firma Rudolf Sack GmbH für Schleppergeräte, einem neugegründeten Zweigbetrieb der Landmaschinenfabrik Rudolph Sack in Hannover-Linden. 1953 wurde ihm in der Nachfolge von Heinz Speiser der Lehrstuhl für Landmaschinenkunde an der Landwirtschaftlichen Fakultät der Christian-Albrechts-Universität zu Kiel übertragen. Adolf König, der von 1956 bis 1957 und von 1962 bis 1963 als Dekan der Landwirtschaftlichen Fakultät amtierte, wurde 1970 emeritiert.
Adolf König forschte insbesondere über Probleme betreffend den Beginn der Motorisierung sowie die Mechanisierung der Innenwirtschaft (z. B. Melktechnik).

## Schrift
- Verfahren zur Beurteilung der Gleichmässigkeit einer geradlinigen Punktreihe und seine Anwendung bei Drillmaschinenprüfungen. Dissertation, Technische Hochschule München, 1933, Anstalt Bethel, Bethel, 1933